# Godło Rwandy

Godło Rwandy

Godło Rwandy w obecnej formie przyjęto w 2001 roku. Centralna część godła przedstawia tradycyjny kosz, sorgo i kawę - główne uprawy regionu oraz koło zębate. Na górze umieszczono wstęgę z oficjalną nazwą państwa w języku ruanda-rundi, a na dole motto narodowe: Ubumwe, Umurimo, Gukunda Igihugu (Jedność, praca, patriotyzm).
Poprzedni emblemat z lat 60. XX wieku i flaga zostały zmienione, ponieważ kojarzyły się silnie z brutalnością ludobójstwa w Rwandzie w 1994.

## Historia

Herb Ruanda-Urundi – terytorium mandatowego Belgii
Herb Królestwa Rwandy (1959–1962)
Herb Republiki Rwandy od 1962 do 2001
flaga z lat 1962 - 2001, z charakterystycznym czarnym R